# 김종철 (생태사상가)
김종철 (1947년 ~ 2020년 6월 25일)은 영문학을 전공한 문학평론가로, 격월간지 "녹색평론"을 창간하여 생태주의를 전파한 사상가, 실천가였다.

## 사상과 실천
1970년대에 문학비평을 시작한 그는 계간 문학과 지성 편집동인으로 참여했으나 그만두고 창작과 비평 계열의 민족문학론과 제3세계 리얼리즘론에 입각한 비평활동을 펼쳤다.
동독 출신 녹색 사상가 루돌프 바로가 1983년 미국 뉴욕에서 "핵무기에 반대하려면 먼저 뉴욕시를 질주하는 자동차 문명에 반대해야 한다"는 말에 큰 충격을 받아, 환경과 생명에 대한 관심과 실천이 더 시급하다고 판단하게 되었다고한다.
그 실천으로 1991년 녹색평론을 창간하여 2020년 5~6월 172호까지 29년 동안 결호 없이 발행하였다.
그는 인생의 모든 단계, 모든 국면에서 우리의 삶은 자본과 권력의 논리에 의해 끊임없이 유린되거나 뒤틀리고 있다고 평가했다. 그래서 그는 이러한 체제에 대한 대안으로 기본소득제 도입과 소농 체제로 전환을 주장했다. 지금처럼 경제성장에 매달려서는 기후변화와 그에 따른 인간 파괴를 막을 수 없다고 봤기 때문이다. 기본소득으로 생계를 보장해 경쟁의 절박함이 줄어들면, 사람들이 성장과 공동체에 대한 성찰을 할 것이라는 지적이었다. 또한 지구의 유한한 자원으로 더불어 살아가기 위해 농촌 중심으로 재생가능한 에너지와 생산 기반을 닦아야 한다는 주장도 폈다. 정치 제도에서도 경제성장이 한계에 다다른 오늘날 기존 대의민주주의 대신 시민의회가 중요한 문제들을 결정하는 숙의민주주의를 제안하기도 했다.
2013년 녹색전환연구소 이사장을 맡아 문명사적 사상 전환을 모색하는 한편, 녹색당 창당에 참여해 '녹색 사상'의 정치 세력화에도 힘을 쏟았다.

## 약력
- 1947년 경상남도 함양군에서 태어남
- 서울대 영문과 졸업
- 1972년 동아일보 신춘문예를 거쳐 문학평론가로 활동
- 1980년 영남대 영어영문학과 교수
- 1991년 녹색평론 창간
- 2004년 대학 교수직 사퇴. 녹색평론 발간에 전념
- 2012년 생태주의 정당 녹색당 창당 참여
- 2013년 녹색전환연구소 이사장
- 2020년 6월 25일 별세

## 저술
- "간디의 물레" (1999년, 녹색평론사)
- "비판적 상상력을 위하여" (2008년, 녹색평론사)
- "땅의 옹호" (2008년, 녹색평론사)
- "대지의 상상력" (2019년, 녹색평론사)
- "근대문명에서 생태문명으로" (2019년, 녹색평론사)